# 혜광고등학교
혜광고등학교(惠光高等學校)는 대한민국 부산광역시 중구 보수동1가에 위치한 사립 고등학교이다.

## 학교 연혁
- 1954년 3월 10일 : 재부 무학여자중.고등학교 교사 및 잔여학생 인수
- 1954년 8월 16일 : 재단법인 한나라학원 설립인가 (문보 1289호), 설립자 전태련 초대 이사장으로 취임
- 1955년 2월 16일 : 청구중학교 설립인가 6학급 (문보 7871호) 초대 교장 김병옥 취임
- 1955년 3월 29일 : 청구고등학교 설립인가 3학급 (문보 604호) 초대 교장 김병옥 겸임
- 1958년 3월 7일 : 고등학교 학칙변경인가 주간 3학급, 야간 3학급으로 변경 (문교 409호)
- 1964년 3월 17일 : 학교법인 한나라 학원으로 조직변경 (문보행 1040.3)
- 1970년 10월 26일 : 혜광중학교로 교명 변경 인가 (교행 1041.3) / 혜광고등학교로 교명 변경 인가 (교행 1041.3)
- 1970년 12월 24일 : 고등학교 학칙 변경, 학급수는 각 학년 주간 2학급 야간 2학급씩 / 전학급을 12학급으로 함 (문정1040)
- 1976년 2월 28일 : 고등학교 평준화 작업으로 인하여 혜광중학교 학생 배정 정지 잔여 3학급 졸업, 제20회 졸업생을 끝으로 혜광중학교 폐교
- 1978년 12월 18일 : 4층 도서실 시청각실 준공(178평)
- 1982년 9월 6일 : 학칙변경 학급수는 학년당 12학급씩 전학급을 36학급으로 함 (관리 10413 794)
- 2009년 8월 4일 : 부산광역시교육청 선정 수학과학교과교실제 연구학교 운영
- 2009년 12월 31일 : 부산광역시교육청 지정 자율학교
- 2010년 8월 11일 : 별관동 준공
- 2020년 12월 8일 : 제4대 이사장 방청록 취임
- 2023년 3월 2일 : 제19대 교장 차남식 취임
- 2024년 2월 6일 : 제69회 졸업식 거행(졸업생 총 25,148명)
- 2024년 3월 4일 : 신입생 입학식(신입생 117명)

## 참고 자료
- 혜광고등학교 - 한국교육학술정보원 학교알리미